# Le Spectateur Belge
Le Spectateur Belge was een van 1815 tot 1824 onregelmatig verschijnend nieuwsblad, gesticht en geleid door Leo de Foere, waarin hij zijn zienswijzen en onder meer zijn oppositie tegen koning Willem I verwoordde.

## Geschiedenis
Op het einde van het Franse keizerrijk besloot Leo de Foere een nieuwsblad uit te geven. In november 1814 kondigde hij de publicatie in een prospectus aan. Hij beloofde te zullen ijveren voor nationaal moreel herstel. Het eerste nummer van het blad, dat hij de naam Le Spectateur Belge gaf, verscheen in 1815.
Vanaf de eerste nummers was de strekking duidelijk: traditionalistisch en ultramontaans. Men kon er een opvolging in zien van het Journal historique et littéraire van François Xavier de Feller.
Weldra begon De Foere steeds meer kritiek uit te oefenen op de regering die hij de Nederlandse bezetter noemde en op de Nederlandse koning. Hij verweet hen vooral hun vijandig optreden tegen de katholieke godsdienst en tegen de katholieke congregaties en onderwijsinstellingen.
Deze kritiek bleef niet onopgemerkt en kreeg integendeel een ruime weerklank in heel de Zuidelijke Nederlanden. De regering oordeelde dit niet langer te kunnen dulden en de arrestatie van De Foere werd bevolen. Toen hij op een morgen de kerk verliet waar hij de mis had opgedragen, werd hij aangehouden en naar een Brusselse gevangenis gevoerd. Hij werd veroordeeld tot twee jaar gevangenisstraf wegens "het aansporen tot wantrouwen, tweedracht en beroering". 
Hij zat zijn straf uit in 1817 en 1818 en toen hij vrij kwam, onthield hij zich verder van al te hevige kritiek op de overheid. Het blad dat hij nog tot in 1823 uitgaf, en dat toen werd overgenomen door Felix De Pachtere verdween voor goed in 1825. Nadat hij in 1823 rector van het Engels Klooster in de Carmersstraat was geworden, moest De Foere trouwens noodgedwongen zijn persactiviteiten stopzetten.